# Zolile Mbityi
Zolile Mbityi (ur. 5 czerwca 1969) – południowoafrykański bokser, były mistrz świata IBO w kategorii muszej oraz supermuszej.

## Kariera zawodowa
Na zawodowym ringu zadebiutował 18 lutego 1989. W tym samym roku stoczył sześć walk, pięć wygrywając. Porażki doznał z rodakiem Wele Maqolo, przegrywając z nim przez techniczny nokaut w siódmej rundzie. 10 lutego 1991 w walce o mistrzostwo Afryki Południowej w kategorii junior muszej zmierzył się z Jacobem Matlalą. Walka zakończyła się zwycięstwem Matlali przez nokaut w szóstej rundzie. W 1995 dwukrotnie walczył o mistrzostwo świata w kategorii muszej. 1 kwietnia 1995 zmierzył się z Tajem Fahlanem Sakkreerinem w pojedynku o pas WBF, przegrywając z nim na punkty. 9 października tego samego roku przegrał przez nokaut w drugiej rundzie z Meksykaninem Alberto Jiménezem w walce o pas WBO.
22 września 1999 zmierzył się z Bułgarem Dimitarem Alipievem w walce o mistrzostwo świata IBO w kategorii muszej. Na gali, która odbyła się w Warszawie, Mbityi zwyciężył bardzo wyraźnie na punkty, wygrywając każdą rundę. Tytuł utracił w drugiej obronie, przegrywając po kontrowersyjnym werdykcie z Irlandczykiem Damaenem Kellym. 31 maja 2008 został mistrzem świata IBO w kategorii supermuszej po pokonaniu rodaka Masibuleli Makepuli. Ostatni pojedynek stoczył 29 stycznia 2011, przegrywając przez nokaut z Kennedym Kanyantą.